# 少微
少微是中国古代星官名，属三垣之中的太微垣，泛指天庭的一般官员和士大夫。少微星官由四颗星组成，在现在通用的88星座中分别属于狮子座和小狮座。

## 少微四星
- 少微一，狮子座67，视星等5.72
- 少微二，狮子座54，视星等4.32
- 少微三，小狮座41，视星等5.10
- 少微四，狮子座51，视星等5.52

## 少微增八星
清钦天监1752年编成《仪象考成》星表，少微增加了8颗肉眼可见的星。

## 古書記載
- 《晉書‧天文志》：「少微四星…第一星處士、第二星譯士、第三星博士、第四星大夫。」